# Cai Schaffalitzky de Muckadell
Cai baron Schaffalitzky de Muckadell (23. oktober 1877 i Viborg – 24. januar 1972) var en dansk adelsmand, søofficer, journalist og forfatter.

## Levned
Cai Schaffalitzky de Muckadell (S. de M.) blev født i Viborg. Hans forældre var premierløjtnant, senere oberstløjtnant, baron Ludvig Bernhard Maximilian Schaffalitzky de Muckadell (1843-1922) og Fanny Kirstine Laurine Nielsen, adopteret Holm (1859-1944). Han blev 15. december 1900 gift med Ellen Ingeborg Seiersen (1879-1968). S. de M. blev uddannet på Søofficersskolen og virkede efter udnævnelsen til sekondløjtnant i en årrække som lærer i søkrigshistorie ved samme. I 1911 udgav han sin Haandbog i Nordens Søkrigshistorie, som blev et standardværk. 1913 næstkommanderende på Kongeskibet Dannebrog. 1913-1919 chef for undervandsbåde. I årene 1918-1923 redigerede S. de M. Tidsskrift for Søvæsen.
I 1920 trådte S. de M. ud af nummer og blev civilt ansat, først som chef for Orlogsværftets Regnskabsvæsen, fra 1922 med titel af direktør. Herfra kom han i 1926 til Marineministeriet som afdelingschef, hvorfra han blev afskediget i 1931 efter en sag om unødige indkøb af tømmer. Herefter kastede S. de M. sig over at skrive drengebøger. I perioden 1931-1960 udgav han i alt 31 maritime drengebøger, der opnåede stor popularitet. Bøgerne udkom alle på Jespersen og Pio, de fleste af dem i to oplag. Han var leder af Berlingske Tidendes Berlin-redaktion 1932-1938; nordisk redaktør ved Berlingske Tidende 1938-1940; udenrigs- og militærpolitisk redaktør ved Berlingske Tidende 1940-41; redaktør af Berlingske Aftenavis 1941-1945 og fast lederskribent ved Berlingske Tidende.
Schaffalitzky de Muckadell var desuden formand for Søe-Lieutenant-Selskabet 1912-1914, værge for Holmens Kirke 1926-1932 og attaché for det danske olympiahold ved olympiaden i Berlin 1936.
I Dansk Biografisk Leksikon kan man læse, at S. de M.s søromaner af natur var samfundsbevarende og nationalistiske, samtidig med at de gav en god gennemgang af dansk søkrigshistorie. Hertil kan tilføjes, at romanerne indtil 1939 ikke tog udgangspunkt i dansk søkrigshistorie eller danske søhelte. Hvor 1930'ernes bøger havde været samtidsromaner om drenge og unge mænd, der tog hyre på diverse skibe og oplevede eventyr af forskellig art i orlogs- og handelsflåden, så var romanerne fra krigsårene 1940-1945 udelukkende opbygget over historiske temaer. Dette må ses som et led i en form for national, åndelig mobilisering under besættelsen. Efterkrigstidens bøger var en blanding af historiske romaner og samtidsromaner.
Han var Ridder af Dannebrog og Dannebrogsmand og var dekoreret med udenlandske ordener.

## Karriere
- 1894 Søkadet
- 1898 Sekondløjtnant
- 1902 Premierløjtnant
- 1914 Kaptajn
- 1920 Afsked fra Søværnet
- 1922 Direktør, Orlogsværftets Regnskabsvæsen
- 1926 Afdelingschef i Marineministeriet
- 1931 Afskediget fra Marineministeriet
- 1932-38 Leder af Berlingske Tidendes Berlin-redaktion
- 1938-40 Nordisk redaktør ved Berlingske Tidende
- 1940-41 Udenrigs- og militærpolitisk redaktør ved Berlingske Tidende
- 1941-45 Redaktør af Berlingske Aftenavis

## Forfatterskab
- Haandbog i Nordens Søkrigshistorie, Kbh. 1911.
- "Stillehavsproblemet" (Geografisk Tidsskrift, Bind 27; 1924) Arkiveret 2. marts 2016 hos  Wayback Machine
- Grønland i Forvandlingens Tegn, Kbh. 1929.
- Nyboderdrengen, Kbh. 1931.
- "Et glemt dansk Koloniforsøg" (Geografisk Tidsskrift, Bind 34; 1931) Arkiveret 2. marts 2016 hos  Wayback Machine
- Chresten Jungmand, Kbh. 1932.
- Chresten Kok, Kbh. 1933.
- Søkadet Flink, Kbh. 1934.
- Søløjtnant Erik Viking, Kbh. 1935.
- Radiotelegrafist Prik, Kbh. 1936.
- Pehr Septimus, Kbh. 1937.
- Frisk og Laber, Kbh. 1938.
- Den sidste Graaspurv, Kbh. 1939.
- Hurra for Willemoes, Kbh. 1940.
- Kanonbaad Ohøj, Kbh. 1941.
- Lærling Klar, Kbh. 1942.
- Skarpe Skud, Kbh. 1943.
- Under Lilliebanneret, Kbh. 1944.
- Hekla Letter, Kbh. 1945.
- Torden over Nordsøen, Kbh. 1946.
- Sorte Pim, Kbh. 1948.
- M/S "Familien Jensen", Kbh. 1948.
- Det stjålne Kloster, Kbh. 1949.
- Lord Søren, Kbh. 1950.
- Stormen på Anholt, Kbh. 1951.
- Den kidnappede admiral, Kbh. 1952.
- Peter Bolettes Fyrtårn, Kbh. 1953.
- Kaptajn Jansen tager Tjansen, Kbh. 1954.
- Generalens Testamente, Kbh. 1954.
- Dronningens Marmorhånd, Kbh. 1955.
- Vicekaptajn Aquarius, Kbh. 1956.
- Letmatros Carlo, Kbh. 1957.
- Højt Spil, Kbh. 1958.
- Tot Sømand, Kbh. 1959.
- Kapergasternes Prins, Kbh. 1960.